# Agustín Dávila
Fabián Agustín Dávila Silva (Rivera, 5 de enero de 1999) es un futbolista uruguayo. Juega como delantero en el Forward Madison FC de la USL League One estadounidense.

## Trayectoria

### Clubes
Surgió de las juveniles del Club Atlético Peñarol. El 31 de agosto de 2017, la Real Sociedad anunció el fichaje de Dávila por un contrato a préstamo por dos años, con opción a compra. Posteriormente, el 3 de febrero de 2018, Dávila hizo su debut en la filial del club, la Real Sociedad B, que juega en la Segunda División B (tercer nivel del sistema de la liga española). Ingresó al minuto 81, sustituyendo a Marcos Celorrio. En ese partido su equipo salió victorioso por 1 a 0 ante el Amorebieta.
Regresó a Peñarol tras el fin de la cesión, ya que el equipo español decidió no realizar la compra.
El 6 de octubre de 2019, Dávila hizo su debut profesional en la Primera División de Uruguay, en la derrota de Peñarol por 1-0 ante el Liverpool Fútbol Club.
Tuvo poca actividad en su vuelta al conjunto carbonero, logrando disputar sólo 31 minutos repartidos en 5 encuentros, por lo tanto, Peñarol decidió cederlo una temporada más, precisamente al conjunto al que enfrentó en su debut; Liverpool. 
Tras una buena temporada en el conjunto negriazul, vuelve a Peñarol para la temporada 2021.
En agosto de 2023 fichó por Guayaquil City de la Primera División de Ecuador.

### Selección nacional
Dávila ha sido parte de la selección uruguaya sub-20 en 15 ocasiones, donde supo marcar 3 goles, y de la selección uruguaya sub-18, donde marcó 4 goles en 7 partidos.

#### Participaciones en juveniles
En cursiva las competiciones no oficiales.
| Competición                 | Sede  | Resultado     | Partidos | Goles |
| --------------------------- | ----- | ------------- | -------- | ----- |
| Sudamericano Sub-20 de 2019 | Chile | Tercer puesto | 6        | 2     |

## Estadísticas

### Clubes
Actualizado al último partido disputado el 11 de noviembre de 2023.
| Club                       | Div.          | Temporada     | Liga  | Liga  | Liga   | Copas nacionales | Copas nacionales | Copas nacionales | Copas internacionales | Copas internacionales | Copas internacionales | Total | Total | Total  | Media goleadora |
| Club                       | Div.          | Temporada     | Part. | Goles | Asist. | Part.            | Goles            | Asist.           | Part.                 | Goles                 | Asist.                | Part. | Goles | Asist. | Media goleadora |
| -------------------------- | ------------- | ------------- | ----- | ----- | ------ | ---------------- | ---------------- | ---------------- | --------------------- | --------------------- | --------------------- | ----- | ----- | ------ | --------------- |
| Real Sociedad "B" · España | 2.ª B         | 2017-18       | 12    | 1     | 0      | 0                | 0                | 0                | 0                     | 0                     | 0                     | 12    | 1     | 0      | 0.08            |
| Real Sociedad "B" · España | 2.ª B         | 2018-19       | 11    | 2     | 0      | 0                | 0                | 0                | 0                     | 0                     | 0                     | 11    | 2     | 0      | 0.18            |
| Real Sociedad "B" · España | Total club    | Total club    | 23    | 3     | 0      | 0                | 0                | 0                | 0                     | 0                     | 0                     | 23    | 3     | 0      | 0.13            |
| Peñarol · Uruguay          | 1.ª           | 2019          | 5     | 0     | 0      | 0                | 0                | 0                | 0                     | 0                     | 0                     | 5     | 0     | 0      | 0               |
| Liverpool · Uruguay        | 1.ª           | 2020          | 11    | 0     | 1      | 1                | 1                | 0                | 2                     | 1                     | 0                     | 14    | 2     | 1      | 0.14            |
| Liverpool · Uruguay        | 1.ª           | 2021          | 0     | 0     | 0      | 0                | 0                | 0                | 2                     | 1                     | 0                     | 2     | 1     | 0      | 0.5             |
| Liverpool · Uruguay        | Total club    | Total club    | 11    | 0     | 1      | 1                | 1                | 0                | 4                     | 2                     | 0                     | 16    | 3     | 1      | 0.19            |
| Peñarol · Uruguay          | 1.ª           | 2021          | 7     | 0     | 0      | 0                | 0                | 0                | 0                     | 0                     | 0                     | 7     | 0     | 0      | 0               |
| Peñarol · Uruguay          | Total club    | Total club    | 12    | 0     | 0      | 0                | 0                | 0                | 0                     | 0                     | 0                     | 12    | 0     | 0      | 0               |
| Boston River · Uruguay     | 1.ª           | 2021          | 9     | 1     | 0      | 0                | 0                | 0                | 0                     | 0                     | 0                     | 9     | 1     | 0      | 0.11            |
| Boston River · Uruguay     | 1.ª           | 2023          | 1     | 0     | 0      | 0                | 0                | 0                | 0                     | 0                     | 0                     | 1     | 0     | 0      | 0               |
| Boston River · Uruguay     | Total club    | Total club    | 10    | 1     | 0      | 0                | 0                | 0                | 0                     | 0                     | 0                     | 10    | 1     | 0      | 0.1             |
| Guayaquil City · Ecuador   | 1.ª           | 2023          | 8     | 0     | 0      | 0                | 0                | 0                | 0                     | 0                     | 0                     | 8     | 0     | 0      | 0               |
| Guayaquil City · Ecuador   | Total club    | Total club    | 8     | 0     | 0      | 0                | 0                | 0                | 0                     | 0                     | 0                     | 8     | 0     | 0      | 0               |
| Total carrera              | Total carrera | Total carrera | 64    | 4     | 1      | 1                | 1                | 0                | 4                     | 2                     | 0                     | 69    | 7     | 1      | 0.1             |
| 1. 2. 3.                   |               |               |       |       |        |                  |                  |                  |                       |                       |                       |       |       |        |                 |

### Selecciones
Actualizado al 13 de octubre de 2020.
Último partido citado: Ecuador 4-2 Uruguay.
| Sub-18 · Uruguay | 2017          | - | - | - | - | 7  | 4 | 7  | 4 |
| Sub-18 · Uruguay | Total sel.    | 0 | 0 | 0 | 0 | 7  | 4 | 7  | 4 |
| Sub-20 · Uruguay | 2018          | - | - | - | - | 7  | 1 | 7  | 1 |
| Sub-20 · Uruguay | 2019          | 6 | 2 | - | - | 2  | 0 | 8  | 2 |
| Sub-20 · Uruguay | Total sel.    | 6 | 2 | 0 | 0 | 9  | 1 | 15 | 3 |
| Total carrera    | Total carrera | 6 | 2 | 0 | 0 | 16 | 5 | 22 | 7 |
| 1.               |               |   |   |   |   |    |   |    |   |

## Palmarés

### Títulos nacionales
| Título             | Club            | País    | Año  |
| ------------------ | --------------- | ------- | ---- |
| Supercopa Uruguaya | Liverpool F. C. | Uruguay | 2020 |

## Vida privada
Es nieto del exfutbolista Walkir Silva, quien marcó el segundo gol de Peñarol en su victoria por 2-0 contra el Aston Villa, por la Copa Intercontinental de 1982.